# Заводська (станція метро, Харків)
«Заводська́» — 7-ма станція Харківського метрополітену. Розташована на Холодногірско-Заводській лінії між станціями «Спортивна» і «Турбоатом». Введена в експлуатацію 23 серпня 1975 року.

## Технічна характеристика
Колонна трипрогінна мілкого закладення з острівною прямою платформою. Станція має два вестибюлі і два ескалатори.

## Колійний розвиток
Станція без колійного розвитку.

## Місцезнаходження
Станція розташована поруч з заводом транспортного машинобудування імені В. А. Малишева. Поруч знаходяться Харківський велозавод, завод холодильних машин, парк Машинобудівників, залізничний вокзал і сортувальні колії станції «Харків-Слобідський», що зв'язує місто з Золочівським та Люботинський напрямками, а також посадка на трамвай 5 і 8 маршрутів, автобуси 251 і 260 маршрутів.

## Оформлення
Оформлення інтер'єру станції проведено в індустріальному типі: використано багато металевих конструкцій, підвісна стеля зібрана з об'ємних штампованих алюмінієвих елементів з перфорованою поверхнею. Ці елементи поєднуються з двопоглинаючим шаром, завдяки якому значно знижений шум від електропоїздів що проходять. У поглибленнях елементів вмонтовані точкові світильники. Над сходами, що ведуть в вестибюлі, стеля переходить у великі плафони, виконані з алюмінієвих профілів, які заповнені листами молочного органічного скла
Для декорації колійних стін використані металеві емблеми Заводу транспортного машинобудування (ЗТМ).
Колони оздоблені сірим уральським мармуром зі вставками з профільованих алюмінієвих смуг. Підлога застелена чорним лабрадоритом.

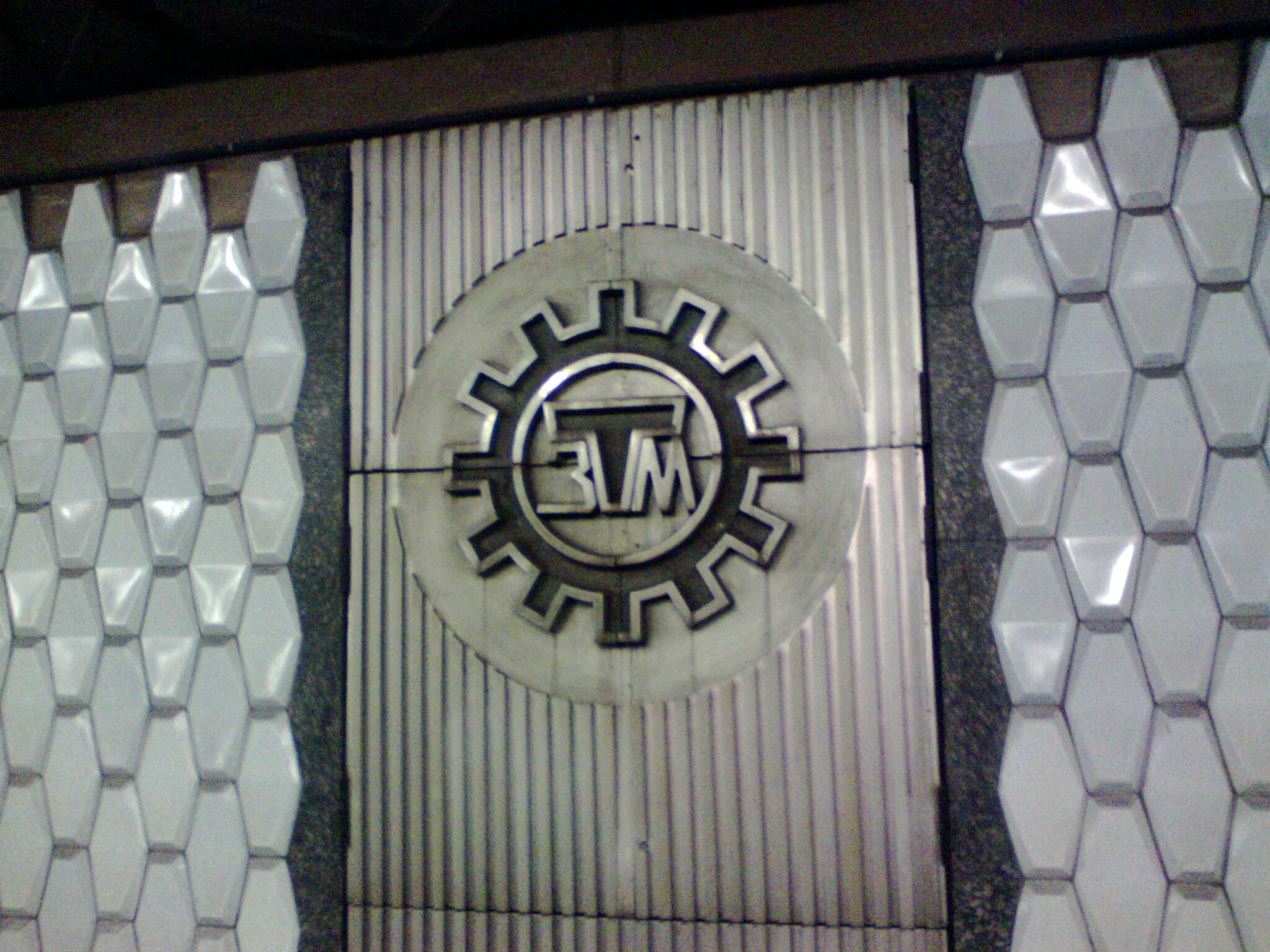
машинобудівна символика ХЗТМ на станції — шестерня с надписом «ЗТМ».